# Ludovic Fabregas
Ludovic Fabregas (Perpignan, 1996. július 1. –) olimpiai, világ- és Európa-bajnok francia válogatott kézilabdázó, beállós.

## Pályafutása
Fabregas 2011-ben került a Montpellier Handball kötelékébe, a felnőtt csapatban a 2013–2014-es szezonban kezdett játszani, amikor a francia bajnokság mellett már az EHF-kupában is bemutatkozhatott, ahol egészen a döntőig jutottak, a fináléban azonban a Pick Szeged ellen alul maradtak. 2016-ban megnyerte a francia kupát. A 2017–2018-as szezon elején trombózist állapítottak meg jobb karjában, emiatt több hónap kihagyására kényszerült. Visszatérése után tevékeny részes volt, hogy csapata megnyerje a Bajnokok Ligáját, a döntőben hat góljával csapata legeredményesebb játékosa volt, majd a spanyol bajnok FC Barcelonához igazolt. A spanyol bajnoki címek mellett 2021-ben ezzel a csapattal is meg tudta nyerni a legrangosabb európai kupát. Kiegyensúlyozott teljesítményt nyújtott a szezonban, 65 BL-gólt szerzett és az All-star csapatba is beválasztották. 2023-ban a magyar bajnok Telekom Veszprém KC játékosa lett. Két magyar bajnoki cím és egy magyar kupagyőzelem után 2025 nyarán visszatért korábbi csapatához, az FC Barcelonához.
Játszott a francia korosztályos válogatottakban, 2014-ben ifjusági Európa-bajnok, 2015-ben pedig junior Világbajnok lett.
A felnőtt válogatottban 2015-ben mutatkozhatott be, majd bekerült a 2016-os Európa-bajnokságra utazó keretbe is, ahol ötödik helyen végzett. Élete első olimpiáján 2016-ban rioban ezüstérmes lett. 2017-ben nyerte első nemzetközi trófeáját a válogatottal, a világbajnokságon tudott diadalmaskodni. A 2018-as Európa-bajnokságon és a 2019-es világbajnokságon is harmadik helyen végzett csapatával. A 2021-re halasztott tokiói olimpián a francia mezőnyjátékosok közül a legtöbb időt töltött pályán, 19 góllal segítette csapatát olimpiai bajnoki címhez. A torna All-star csapatába is bekerült. A 2023-as világbajnokságon ezüstérmes lett, majd egy évvel később az Európa-bajnokság döntőjében Fabregas lőtte a francia csapat legtöbb gólját, nyolc találattal segítette győzelemhez csapatát. Mindkét tornán bekerült az All-Star csapatba.

## Sikerei, díjai
- Olimpiai bajnok: 2020
  - 2. helyezett: 2016
- Világbajnokság győztese: 2017
  - 2. helyezett: 2023
  - 3. helyezett: 2019, 2025
- Európa-bajnokság győztese: 2024
  - 3. helyezett: 2018
- Bajnokok Ligája-győztes: 2018, 2021, 2022
- Spanyol bajnokság győztese: 2019, 2020, 2021, 2022
- Spanyol kézilabdakupa-győztes: 2019, 2020, 2021, 2022
- Francia kézilabdakupa-győztes: 2016
- Magyar bajnokság győztese: 2024, 2025
- Magyar kupagyőztes: 2024
- Bajnokok Ligája legjobb fiatal játékosa: 2019
- Bajnokok Ligája All-Star csapat tagja: 2021
- Olimpiai All-Star csapat tagja: 2020
- Világbajnokságon All-Star csapat tagja: 2023
- Európa-bajnokságon All-Star csapat tagja: 2024